# Visa d'entrée et de séjour en Guinée
Les visiteurs en Guinée doivent obtenir un visa auprès de l'une des missions diplomatiques guinéennes, à moins qu'ils ne viennent de l'un des pays ou territoires exemptés de visa.

## Carte de la politique des visas

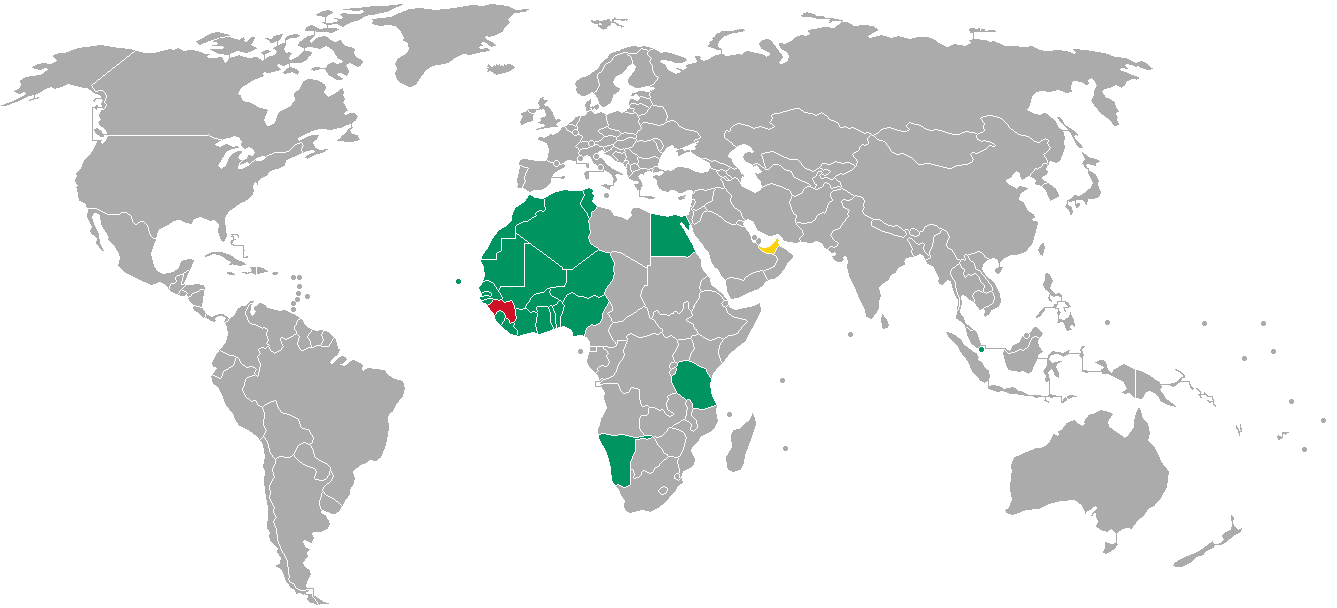
Guinée
Exempté de Visa
Visa à l'arrivée
eVisa / Visa requis

## Exemption de visa
Les citoyens des pays suivants ainsi que les réfugiés et les apatrides résidant dans ces pays peuvent visiter la Guinée sans visa :
| - Algeria - Benin - Burkina Faso - Cape Verde - Côte d'Ivoire - Egypt - Gambia - Ghana - Guinea-Bissau - Liberia - Mali | - Morocco - Namibia - Niger - Nigeria - Rwanda - Senegal - Sierra Leone - Singapore (30 days) - Tanzania - Togo - Tunisia |  |

En outre, selon Timatic (en), les ressortissants de Chine titulaire de passeports ordinaires visés « pour affaires publiques » n'exige pas de visa pour un séjour maximum de 30 jours.
| Date des changements de visa |
| --- |
| Sans visa - 30 avril 1980 : CEDEAO (Communauté économique des États de l'Afrique de l'Ouest) : Bénin, Burkina Faso, Cap Vert, Ghana Gambie, Guinée, Guinée-Bissau, Côte d'Ivoire, Libéria, Mali, Niger, Nigeria, Sénégal, Sierra Leone, Aller - 25 septembre 2018 : Singapour Visa à l'arrivée - 19 avril 2018 : Émirats arabes unis |

### Passeports non ordinaires
De plus, les titulaires de passeports diplomatiques ou de service délivrés à des ressortissants de Chine, de Roumanie, de Russie, d'Afrique du Sud  et du Zimbabwe n'ont pas besoin de visa pour un séjour maximum de 90 jours. Les titulaires de passeports diplomatiques de la Turquie n'ont pas besoin de visa pour un séjour allant jusqu'à 90 jours.

## Visa à l'arrivée (Contesté)
Les ressortissants d' Émirats arabes unis peuvent obtenir un visa à l'arrivée pour un séjour jusqu'à 90 jours selon IATA. Cette information n'est cependant pas étayée par le site officiel de la direction centrale de la police des frontières (DCPAF) du ministère de la sécurité et de la protection civile de Guinée, qui précise que les ressortissants des Émirats arabes unis doivent obtenir un eVisa.

## eVisa
Les ressortissants de tous les autres pays/territoires (sauf Palestine et la  Zambie ) qui ont besoin d'un visa peuvent obtenir un visa électronique. Les visas électroniques sont disponibles pour les séjours jusqu'à 90 jours. Les citoyens du Canada et des États-Unis qui obtiennent un eVisa peuvent rester en Guinée jusqu'à 5 ans. Les citoyens de  Hong Kong et de  Macao sont également éligibles pour l'eVisa, selon l'IATA,.